# León Genuth
León Genuth Hejt (* 5. August 1931 in Paraná; † 10. März 2022) war ein argentinischer Ringer.

## Biografie
León Genuth gewann von 1948 bis 1957 die argentinische Meisterschaft der Klasse bis 79 kg im freien Stil. Sowohl bei den Panamerikanischen Spielen 1951 in Buenos Aires als auch 1955 in Mexiko-Stadt konnte Genuth in dieser Klasse die Goldmedaille gewinnen.
Bei den Olympischen Sommerspielen 1952 in Helsinki belegte er in der Klasse bis 79 kg im freien Stil den 6. Platz.
Aufgrund seines jüdischen Glaubens nahm Genuth auch an den Makkabiaden 1950 und 1953 teil. Beide Male gewann er auch hier Gold.